# Gometz-le-Châtel
Pour les articles homonymes, voir Gometz.
Gometz-le-Châtel (prononcé [gomɛs lǝ ʃɑt̪ɛl] ) est une commune française située à vingt-cinq kilomètres au sud-ouest de Paris dans le département de l'Essonne en région Île-de-France.
Ses habitants sont appelés les Castelgometziens.

## Géographie

### Situation
| Type d’occupation           | Pourcentage | Superficie (en hectares) |
| --------------------------- | ----------- | ------------------------ |
| Espace urbain construit     | 14,7 %      | 74,58                    |
| Espace urbain non construit | 4,1 %       | 20,74                    |
| Espace rural                | 81.2 %      | 410,99                   |
| Source : Iaurif             |             |                          |

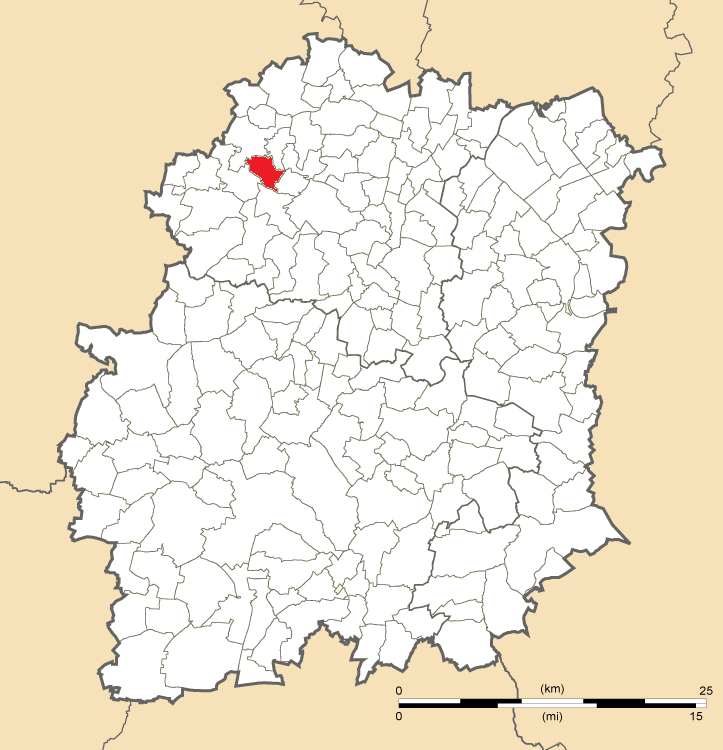
Position de Gometz-le-Châtel en Essonne.

La commune est située sur le plateau du Hurepoix.
Gometz-le-Châtel est située à 25 kilomètres au sud-ouest de Paris-Notre-Dame, point zéro des routes de France, 23 kilomètres au nord-ouest d'Évry, 8 kilomètres au sud-ouest de Palaiseau, 11 kilomètres au nord-ouest de Montlhéry, 13 kilomètres au nord-ouest d'Arpajon, 19 kilomètres au nord-est de Dourdan, 26 kilomètres au nord-ouest de Corbeil-Essonnes, 26 kilomètres au nord-ouest de La Ferté-Alais, 27 kilomètres au nord d'Étampes, 39 kilomètres au nord-ouest de Milly-la-Forêt. Elle est par ailleurs située à 1 kilomètre à l'est de son homonyme Gometz-la-Ville.

### Hydrographie
La commune est traversée par le Vaularon, ainsi que par son affluent, le ru d'Angoulême.

### Relief et géologie
Le paysage communal est fortement marqué par la vallée du Vaularon. Le sud et l'ouest de Gometz-le-Châtel sont une plaine, à une altitude de 167,5 m. La commune se situe dans la pente de la vallée du Vaularon qui s'ouvre, au nord-est, sur la vallée de l'Yvette, et Bures-sur-Yvette.
La superficie de la commune est de 505 hectares, l'altitude varie entre 83 et 169 mètres.

### Climat
Pour des articles plus généraux, voir Climat de l'Île-de-France et Climat de l'Essonne.
En 2010, le climat de la commune est de type climat océanique dégradé des plaines du Centre et du Nord, selon une étude du CNRS s'appuyant sur une série de données couvrant la période 1971-2000. En 2020, Météo-France publie une typologie des climats de la France métropolitaine dans laquelle la commune est exposée à un climat océanique altéré et est dans la région climatique Sud-ouest du bassin Parisien, caractérisée par une faible pluviométrie, notamment au printemps (120 à 150 mm) et un hiver froid (3,5 °C). 
Pour la période 1971-2000, la température annuelle moyenne est de 10,9 °C, avec une amplitude thermique annuelle de 15,3 °C. Le cumul annuel moyen de précipitations est de 696 mm, avec 11,4 jours de précipitations en janvier et 8 jours en juillet. Pour la période 1991-2020, la température moyenne annuelle observée sur la station météorologique installée sur la commune est de 11,3 °C et le cumul annuel moyen de précipitations est de 734,7 mm,. Pour l'avenir, les paramètres climatiques de la commune estimés pour 2050 selon différents scénarios d'émission de gaz à effet de serre sont consultables sur un site dédié publié par Météo-France en novembre 2022.
| Mois                                  | jan.             | fév.             | mars            | avril           | mai           | juin           | jui.           | août           | sep.           | oct.            | nov.          | déc.             | année      |
| ------------------------------------- | ---------------- | ---------------- | --------------- | --------------- | ------------- | -------------- | -------------- | -------------- | -------------- | --------------- | ------------- | ---------------- | ---------- |
| Température minimale moyenne (°C)     | 1,5              | 1,3              | 3,4             | 5,3             | 8,6           | 11,6           | 13,4           | 13,2           | 10,4           | 7,9             | 4,4           | 2                | 6,9        |
| Température moyenne (°C)              | 4,1              | 4,6              | 7,7             | 10,5            | 13,9          | 17,1           | 19,3           | 19,2           | 15,8           | 11,9            | 7,4           | 4,5              | 11,3       |
| Température maximale moyenne (°C)     | 6,7              | 7,9              | 11,9            | 15,6            | 19,2          | 22,6           | 25,2           | 25,2           | 21,1           | 15,9            | 10,3          | 7,1              | 15,7       |
| Record de froid (°C) date du record   | −19,2 17.01.1985 | −12,8 07.02.1991 | −9,9 07.03.1971 | −4,5 12.04.1986 | −1 03.05.1967 | 0,8 05.06.1991 | 4,2 04.07.1984 | 4,1 31.08.1986 | 0,7 17.09.1971 | −4,9 30.10.1985 | −9 24.11.1998 | −13,5 29.12.1964 | −19,2 1985 |
| Record de chaleur (°C) date du record | 15,3 27.01.03    | 21,1 27.02.19    | 25,8 31.03.21   | 28,1 25.04.07   | 31,2 27.05.05 | 37,8 18.06.22  | 42,8 25.07.19  | 40 12.08.03    | 36,4 09.09.23  | 29,3 02.10.23   | 21 07.11.15   | 16,8 07.12.00    | 42,8 2019  |
| Précipitations (mm)                   | 59,9             | 53,7             | 53,5            | 51,9            | 73,1          | 60,7           | 60,8           | 59,9           | 52,6           | 64,9            | 67,1          | 76,6             | 734,7      |

### Voies de communication et transports
La traversée du village, comme celle de Gometz-la-Ville, a longtemps été difficile pour les habitants du sud du plateau se rendant à leur travail dans le nord compte tenu d'encombrements fréquents. Depuis 2003, une déviation pallie ces problèmes. La commune est desservie par trois lignes de bus, de la société Savac : 39-07 (Gare d'Orsay-Ville avec trois terminus : Saint-Arnoult-en-Yvelines, Limours et Bonnelles), 39-15 (Gare d'Orsay-Ville - Briis-sous-Forges) et 39-19 (Gare de Gif-sur-Yvette - Les Ulis (Centre commercial Ulis 2)).

### Lieux-dits, écarts et quartiers

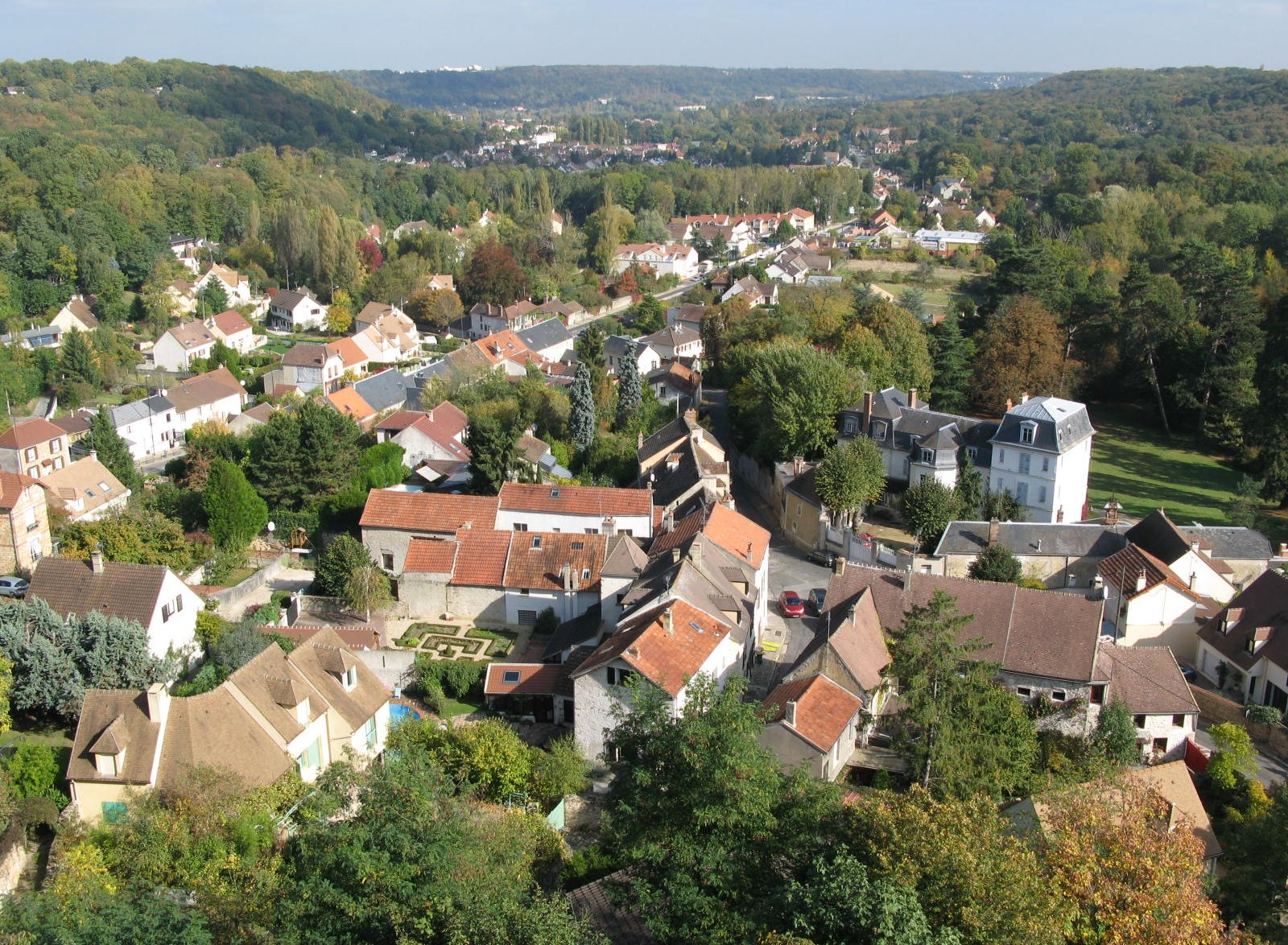
Vue du village.

Gometz-le-Châtel est divisé en cinq quartiers principaux. Le quartier pavillonnaire des Bigarreaux, sur la gauche de la route de Chartres (nord-ouest de la commune), est situé à proximité de Gif-sur-Yvette et Bures-sur-Yvette. Paris-Chevreuse est situé au nord, à la limite de Bures-sur-Yvette. Saint-Clair est le quartier le plus éloigné, à l'Est, à l'écart du reste de la commune. Le vieux village est le centre historique de Gometz-le-Châtel et se situe en bordure de la route de Chartres. Le quartier des Delaches, récemment créé, se situe entre le vieux village et Saint-Clair.

### Toponymie
Gometz-la-Ville est attesté sous la forme Gomethiacum  en 1068, Gumethum en 1071, Gomez vers 1090, Castrum Gumet vers 1132, Gomet en 1146, Gomed castrum, Gometum, Gommez castrum en 1261, Gomed villa au XIIIe siècle, Gometicastrum en 1458.
Plusieurs hypothèses ont été énoncées :
- soit de l'anthroponyme germanique Godo, le [d] intervocalique s'étant régulièrement amuï en français, suivi de l'appellatif metz « ferme » fréquent sous cette forme en toponymie (exemple : Metz-Robert), issu comme meix ou mas du bas latin ma(n)su(s)[26] ;
- soit du nom de personne germanique Guma, avec un suffixe diminutif -itt[24], qui subsiste comme élément de nom dans le patronyme Gomery, ancien prénom de type germanique Guma-rik ;
- la présence en ces lieux de voies romaines rend plausible l'utilisation d'un nom de personne latin Comitius[24], pris absolument.

Remarque : le passage de [c] à [g] est hypothétique dans la proposition Comitius et ne va pas forcément de soi. En outre, Comitius est un anthroponyme rare.
La commune est créée en 1793 avec son nom actuel, le Bulletin des lois de 1801 qui introduit l'orthographe Gomets-le-Châtel, mais on trouve encore aux XIXe et XXe siècles, le déterminant complémentaire le-Château,.

## Histoire

### VIIesiècle
Saint Clair, moine évangélisateur, y découvrit au VIIe siècle une fontaine dite miraculeuse, qui fut l'objet d'un pèlerinage jusqu'en 1870.

### VIIIesiècleauXesiècle
Au haut Moyen Âge, le site de Gometz-le-Châtel était à la frontière entre la juridiction civile des comtes de Chartres et celle des comtes puis évêques de Paris. C'était une position stratégique sur la route principale Orsay-Chartres à la rupture de pente entre le plateau et le vallon qui descend vers l’Yvette. Les premiers seigneurs de Gometz détenteurs de cette position y ont un rôle primordial. La motte castrale encore visible est le témoin du rôle militaire de ce site. Après la bataille d'Orsay entre 992 et 993 et la défaite d'Eudes Ier, comte de Chartres, une nouvelle famille, fidèle à l'évêque de Paris et à la royauté capétienne va détenir le château Guillaume de Gometz en est le premier seigneur connu.

### XIesiècle
Le village est attesté dès 1068. L'église Saint-Clair, datant des XIe et XVIe siècles, est classée monument historique. En 1070, Guillaume, abbé de Saint-Florent de Saumur, reçoit de l'évêque Geoffroy de Boulogne, les églises de Gometz-la-Ville et Gometz-le-Châtel.

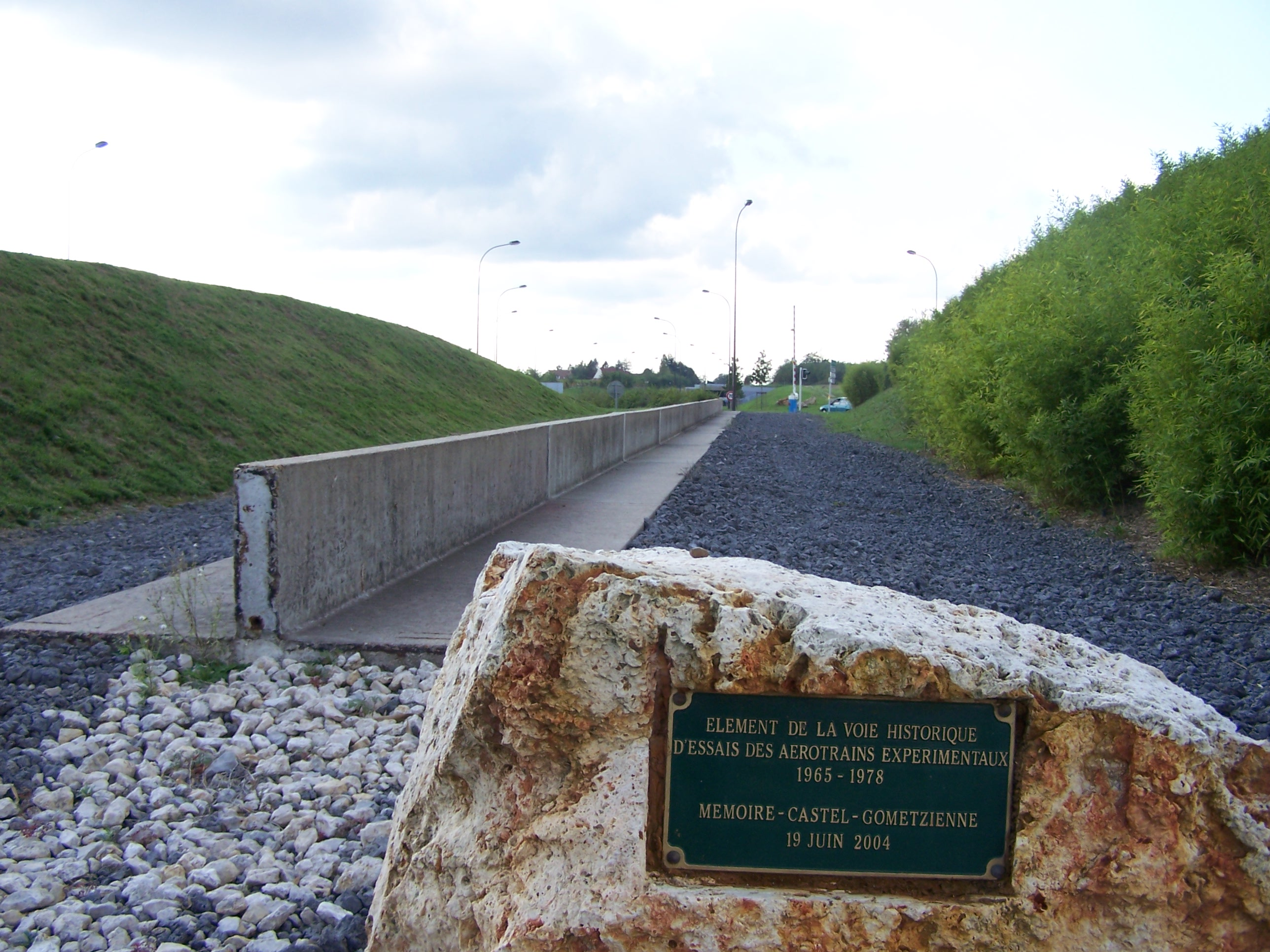
Georges Saulterre, Monument à Jean Bertin.

L'ancienne ligne de chemin de fer de Paris à Chartres par Gallardon passait par Gometz-le-Châtel. Un important ouvrage d'art, le viaduc des Fauvettes, est à cheval sur les communes de Gometz-le-Châtel et Bures-sur-Yvette.

### XXesiècle
Entre 1966 et 1977, Gometz-le-Châtel est le terminus de la ligne expérimentale d'aérotrain, établie entre Gometz et Limours sur la plate-forme de l'ancienne ligne de Paris à Chartres, désaffectée depuis l'après-guerre. En juin 2004, le rond-point situé à l'extrémité castelgometzienne de la déviation évoquée plus haut a été baptisé « grand giratoire de l'ingénieur Jean Bertin », en souvenir de l'inventeur de l'aérotrain. Un tronçon de voie a été installé sur le terre-plein de ce rond-point. Une monument de Georges Saulterre, commémoratif de l'aérotrain, a été installé sur un rond-point à la sortie de Gometz-la-Ville, à l'embranchement de la susdite déviation.
En 1975, une partie de Gometz-le-Châtel, ainsi qu'une partie de Gometz-la-Ville, ont été réunies à Gif-sur-Yvette pour former le quartier de Chevry.

### XXIesiècle
Au 1er janvier 2004, la commune est entrée dans la communauté d'agglomération du Plateau de Saclay.

## Population et société

### Démographie

#### Évolution démographique
L'évolution du nombre d'habitants est connue à travers les recensements de la population effectués dans la commune depuis 1793. Pour les communes de moins de 10 000 habitants, une enquête de recensement portant sur toute la population est réalisée tous les cinq ans, les populations de référence des années intermédiaires étant quant à elles estimées par interpolation ou extrapolation. Pour la commune, le premier recensement exhaustif entrant dans le cadre du nouveau dispositif a été réalisé en 2005.

En 2022, la commune comptait 2 635 habitants, en évolution de +2,25 % par rapport à 2016 (Essonne : +2,89 %, France hors Mayotte : +2,11 %).
| 1793 | 1800 | 1806 | 1821 | 1831 | 1836 | 1841 | 1846 | 1851 |
| ---- | ---- | ---- | ---- | ---- | ---- | ---- | ---- | ---- |
| 403  | 363  | 360  | 277  | 370  | 375  | 404  | 443  | 444  |

| 1856 | 1861 | 1866 | 1872 | 1876 | 1881 | 1886 | 1891 | 1896 |
| ---- | ---- | ---- | ---- | ---- | ---- | ---- | ---- | ---- |
| 445  | 435  | 432  | 396  | 431  | 441  | 490  | 492  | 454  |

| 1901 | 1906 | 1911 | 1921 | 1926 | 1931 | 1936 | 1946 | 1954 |
| ---- | ---- | ---- | ---- | ---- | ---- | ---- | ---- | ---- |
| 436  | 456  | 469  | 469  | 604  | 585  | 535  | 465  | 604  |

| 1962 | 1968 | 1975  | 1982  | 1990  | 1999  | 2005  | 2006  | 2010  |
| ---- | ---- | ----- | ----- | ----- | ----- | ----- | ----- | ----- |
| 762  | 978  | 1 342 | 1 407 | 1 763 | 1 847 | 2 076 | 2 060 | 2 588 |

| 2015  | 2020  | 2022  | - | - | - | - | - | - |
| ----- | ----- | ----- | - | - | - | - | - | - |
| 2 565 | 2 618 | 2 635 | - | - | - | - | - | - |

#### Pyramide des âges
En 2018, le taux de personnes d'un âge inférieur à 30 ans s'élève à 37,3 %, soit en dessous de la moyenne départementale (39,9 %). À l'inverse, le taux de personnes d'âge supérieur à 60 ans est de 22,0 % la même année, alors qu'il est de 20,1 % au niveau départemental.
En 2018, la commune comptait 1 339 hommes pour 1 372 femmes, soit un taux de 50,61 % de femmes, légèrement inférieur au taux départemental (51,02 %).
Les pyramides des âges de la commune et du département s'établissent comme suit.
| Hommes | Classe d’âge | Femmes |
| ------ | ------------ | ------ |
| 0,2    | 90 ou +      | 0,7    |
| 7,2    | 75-89 ans    | 9,4    |
| 12,5   | 60-74 ans    | 13,9   |
| 22,4   | 45-59 ans    | 21,4   |
| 17,0   | 30-44 ans    | 20,6   |
| 17,4   | 15-29 ans    | 15,8   |
| 23,2   | 0-14 ans     | 18,3   |

| Hommes | Classe d’âge | Femmes |
| ------ | ------------ | ------ |
| 0,5    | 90 ou +      | 1,4    |
| 5,4    | 75-89 ans    | 7,2    |
| 12,9   | 60-74 ans    | 13,9   |
| 20     | 45-59 ans    | 19,4   |
| 19,9   | 30-44 ans    | 20,1   |
| 20     | 15-29 ans    | 18,2   |
| 21,3   | 0-14 ans     | 19,8   |

## Urbanisme

### Typologie
Au 1er janvier 2024, Gometz-le-Châtel est catégorisée ceinture urbaine, selon la nouvelle grille communale de densité à sept niveaux définie par l'Insee en 2022.
Elle appartient à l'unité urbaine de Paris, une agglomération inter-départementale regroupant 407  communes, dont elle est une commune de la banlieue,,. Par ailleurs la commune fait partie de l'aire d'attraction de Paris, dont elle est une commune de la couronne,. Cette aire regroupe 1 929 communes,.
Gometz-le-Châtel est une commune urbaine, car elle fait partie des communes denses ou de densité intermédiaire, au sens de la grille communale de densité de l'Insee,,,.
Elle appartient à l'unité urbaine de Paris, une agglomération inter-départementale regroupant 411 communes et 10 785 092 habitants en 2017, dont elle est une commune de la banlieue,.
Par ailleurs la commune fait partie de l'aire d'attraction de Paris dont elle est une commune de la couronne. Cette aire regroupe 1 929 communes,.
En 2009, le nombre total de logements dans la commune était de 1 025, alors qu'il était de 754 en 1999.
Parmi ces logements, 91,7 % étaient des résidences principales, 3,0 % des résidences secondaires et 5,3 % des logements vacants. Ces logements étaient pour 76,5 % d'entre eux des maisons individuelles et pour 21,5 % des appartements.
La proportion des résidences principales, propriétés de leurs occupants était de 67,9 %, en baisse sensible par rapport à 1999 où elle était de 79,4 %.

## Politique et administration

### Politique locale
La commune de Gometz-le-Châtel est rattachée au canton des Ulis, représenté par les conseillers départementaux Latifa Naji(DVG) et Olicier THomas (PS), au canton des Ulis et à la quatrième circonscription de l'Essonne, représentée par la députée Marie-Pierre Rixain (LREM).
La commune faisait partie jusqu'au 1er janvier 2016 de la Communauté d'agglomération du Plateau de Saclay et depuis cette date de la communauté d'agglomération Paris-Saclay. La commune adhère également du Syndicat Intercommunal des Ordures Ménagères de la Vallée de Chevreuse (SIOM), du Syndicat Intercommunal d'Aménagement Hydraulique de la Vallée de l'Yvette (SIAHVY), du Syndicat intercommunal pour l’aménagement de la coulée verte (SICOVY) et de l'Association de Parents d'Enfants Inadaptés (APEI) de la Vallée de Chevreuse.
L'Insee attribue à la commune le code 91 3 13 275. La commune de Gometz-le-Châtel est enregistrée au répertoire des entreprises sous le code SIREN 219 102 753. Son activité est enregistrée sous le code APE 8411Z.
La commune ayant moins de 3500 habitants, les élections municipales se passent au scrutin majoritaire plurinominal.
La commune a mis en place des comités consultatifs sur divers thèmes (urbanisme, finances, etc.), qui sont des commissions associant des élus et des simples citoyens pour discuter des décisions à prendre sur la commune.

### Liste des maires
| Période                                  | Période   | Identité           | Étiquette | Qualité |
| ---------------------------------------- | --------- | ------------------ | --------- | --- |
| Les données manquantes sont à compléter. |           |                    |           | |
| mai 1925                                 |           | Désiré Bunout      |           | |
| 1928                                     | 1935      | Paul Hackenberger  |           | Propriétaire |
| 1935                                     | 1939      | Ernest Elbode      |           | |
| 1939                                     | 1940      | Paul Eclancher     |           | |
| 1940                                     | 1942      | Gaston Darq        |           | |
| 1942                                     | 1945      | Albert Fontaine    |           | |
| 1945                                     | 1947      | Maurice Poncon     |           | |
| 1947                                     | 1965      | Robert Lerat       |           | |
| 1965                                     | 1968      | Louis Jouhaud      |           | |
| 1968                                     | mars 1971 | Louis Auru         |           | |
| mars 1971                                | 1975      | Georges Tillard    |           | Démissionnaire |
| 1975                                     | 1984      | Jean-Michel Dupouy | PCF       | Chef d'équipe en métallurgie Élu à la suite d'une élection municipale partielle Démissionnaire pour raison professionnelle |
| 1984                                     | juin 1995 | Michel Chéret      | PS        | Ancien premier adjoint au maire                                                                                            |
| juin 1995                                | mars 2008 | Stéphane du Crest  | PS        | Proviseur Vice-président de la CA du Plateau de Saclay                                                                     |
| mars 2008                                | mars 2014 | Mireille Schmitt   | DVG       | Infirmière |
| mars 2014                                | En cours  | Lucie Sellem       | SE-DVD    | Médecin généraliste Réélue pour le mandat 2020-2026                                                                        |

### Politique de développement durable
La commune a engagé une politique de développement durable en lançant une démarche d'Agenda 21.

### Tendances et résultats politiques
Élections présidentielles, résultats des deuxièmes tours
- Élection présidentielle de 2002 : 87,41 % pour Jacques Chirac (RPR), 12,59 % pour Jean-Marie Le Pen (FN), 82,41 % de participation[63].
- Élection présidentielle de 2007 : 51,68 % pour Nicolas Sarkozy (UMP), 48,32 % pour Ségolène Royal (PS), 89,05 % de participation[64].
- Élection présidentielle de 2012 : 55,04 % pour François Hollande (PS), 44,96 % pour Nicolas Sarkozy (UMP), 86,94 % de participation[65].
- Élection présidentielle de 2017 : 83,29 % pour Emmanuel Macron (REM), 16,21 % pour Marine Le Pen (FN), 78,56 % de participation[66].

Élections législatives, résultats des deuxièmes tours
- Élections législatives de 2002 : 50,68 % pour Pierre-André Wiltzer (UMP), 49,32 % pour Marianne Louis (PS), 66,96 % de participation[67].
- Élections législatives de 2007 : 50,97 % pour Nathalie Kosciusko-Morizet (UMP), 49,03 % pour Olivier Thomas (PS), 65,95 % de participation[68].
- Élections législatives de 2012 : 55,64 % pour Olivier Thomas (PS), 44,36 % pour Nathalie Kosciusko-Morizet (UMP), 68,60 % de participation[69].
- Élections législatives de 2017 : 65,86 % pour Marie-Pierre Rixain (REM), 34,14 % pour Agnès Evren (UMP), 46,11 % de participation[70].

Élections européennes, résultats des deux meilleurs scores
- Élections européennes de 2004 : 30,29 % pour Harlem Désir (PS), 17,81 % pour Patrick Gaubert (UMP), 54,83 % de participation[71].
- Élections européennes de 2009 : 27,45 % pour Daniel Cohn-Bendit (Les Verts), 26,30 % pour Michel Barnier (UMP), 53,64 % de participation[72].
- Élections européennes de 2014 : 15,58 % pour Alain Lamassoure (UMP) 14,53 % pour Marielle de Sarnez (MoDem), 53,44 % de participation[73].
- Élections européennes de 2019 : 30,01 % pour Nathalie Loiseau (LREM) 20,65 % pour Yannick Jadot (EÉLV), 60,17 % de participation[74].

Élections régionales, résultats des deux meilleurs scores
- Élections régionales de 2004 : 51,40 % pour Jean-Paul Huchon (PS), 40,75 % pour Jean-François Copé (UMP), 73,65 % de participation[75].
- Élections régionales de 2010 : 57,63 % pour Jean-Paul Huchon (PS), 42,37 % pour Jean-François Copé (UMP), 60,72 % de participation[76].

Élections cantonales, résultats des deuxièmes tours
- Élections cantonales de 2001 : données manquantes.
- Élections cantonales de 2008 : 48,24 % pour Christian Schoettl (DVD) élu au premier tour, 41,18 % pour Mouna Mathari (PS), 72,91 % de participation[77].
- Élection cantonale partielle de 2009 :  77,69 % pour Nicolas Schoettl (DVD) élu au deuxième tour, 22,31 % pour Jean-Raymond Hugonet (NC), 20,40 % de participation[78].

Élections municipales, résultats des deuxièmes tours :
- Élections municipales de 2001 : données manquantes.
- Élections municipales de 2008 : 584 voix pour Chantal Bocs (DVG) élue au premier tour, 581 voix pour Jean-Luc Mathey (DVG) élu au premier tour, 72,57 % de participation[79].

Référendums
- Référendum de 2000 relatif au quinquennat présidentiel : 68,95 % pour le Oui, 31,05 % pour le Non, 32,16 % de participation[80].
- Référendum de 2005 relatif au traité établissant une Constitution pour l'Europe : 61,51 % pour le Oui, 38,49 % pour le Non, 78,24 % de participation[81].

### Enseignement
Les élèves de Gometz-le-Châtel sont rattachés à l'académie de Versailles. Les écoles maternelle et élémentaire Pablo-Neruda sont situées dans le quartier Saint-Clair. Les jeunes de Gometz-le-Châtel peuvent ensuite se rendre au collège des Goussons à Chevry (quartier de Gif-sur-Yvette), puis au lycée de l'Essouriau aux Ulis.

### Santé
Plusieurs professionnels de santé sont installés à Gomez-le-Chatel : quatre médecins généralistes, une pharmacie, un cabinet dentaire, ainsi qu'un cabinet d'infirmier. L'hôpital le plus proche se situe à Orsay.

### Services publics
La commune dispose sur son territoire d'une agence postale.

### Jumelages
La commune de Gometz-le-Châtel n'a développé aucune association de jumelage.

## Vie quotidienne à Gometz-le-Châtel

### Culture
Les principales structures culturelles de la commune sont la médiathèque Albert-Camus et le centre culturel Barbara. Ce centre est constitué d'une grande salle, principalement occupée par les activités des associations, d'une salle de réunion et d'une salle de musique.

### Sports
- Une course de côte, organisée annuellement de 1921 à 1934, appelée la course de côte de Gometz-le-Châtel[86].
- Pour les randonneurs, la commune est traversée par le GR de Pays du Hurepoix, qui relie la vallée de la Bièvre, à celle de l'Essonne, via l'Yvette, l'Orge, et la Juine[87].

### Lieux de culte
La paroisse catholique de Gometz-le-Châtel est rattachée au secteur pastoral de Limours et au diocèse d'Évry-Corbeil-Essonnes. Elle dispose de l'église Saint-Clair.

### Médias
L'hebdomadaire Le Républicain relate les informations locales. La commune est en outre dans le bassin d'émission des chaînes de télévision France 3 Paris Île-de-France Centre, IDF1 et Téléssonne intégré à Télif.

## Économie

### Zone d'activité des Hauts des vignes
Cette zone d'activité accueille une dizaine d'entreprises ainsi qu'un foyer d'accueil de jour d'enfants handicapés, les ateliers municipaux et un espace culturel.

### Zone d'activité des Delâches
La zone des Delâches comprend 9 entreprises, dont une grande société électronique (45 emplois) ; c'est l'une des deux entreprises de plus de 10 employés sur la commune.

### Agriculture
Il existe actuellement quatre sièges d'exploitations agricoles sur la commune, mais huit autres exploitants mettent en valeur les terres de Gometz-le-Châtel. L'élevage, autrefois prépondérant, et la culture traditionnelle représente plus de 80 % de la surface agricole utilisée et occupée par la céréaliculture.

### Emplois, revenus et niveau de vie
En 2006, le revenu fiscal médian par ménage était de 27 154 €, ce qui plaçait la commune au 202e rang parmi les 30 687 communes de plus de 50 ménages que compte le pays et au 18e rang départemental.
| Répartition des emplois par catégories socioprofessionnelles en 2006. |              |                                           |                                                   |                            |                          |                           |
|                                                                       | Agriculteurs | Artisans, commerçants, chefs d’entreprise | Cadres et professions intellectuelles supérieures | Professions intermédiaires | Employés                 | Ouvriers                  |
| Gometz-le-Châtel                                                      | 1,9 %        | 9,5 %                                     | 22,1 %                                            | 25,2 %                     | 28,8 %                   | 12,5 %                    |
| Zone d’emploi d’Orsay                                                 | 0,2 %        | 3,7 %                                     | 36,2 %                                            | 26,2 %                     | 21,4 %                   | 12,3 %                    |
| Moyenne nationale                                                     | 2,2 %        | 6,0 %                                     | 15,4 %                                            | 24,6 %                     | 28,7 %                   | 23,2 %                    |
| Répartition des emplois par secteurs d’activités en 2006.             |              |                                           |                                                   |                            |                          |                           |
|                                                                       | Agriculture  | Industrie                                 | Construction                                      | Commerce                   | Services aux entreprises | Services aux particuliers |
| Gometz-le-Châtel                                                      | 3,6 %        | 11,3 %                                    | 7,3 %                                             | 41,0 %                     | 7,7 %                    | 7,6 %                     |
| Zone d’emploi d’Orsay                                                 | 1,0 %        | 13,4 %                                    | 3,8 %                                             | 18,1 %                     | 30,5 %                   | 5,4 %                     |
| Moyenne nationale                                                     | 3,5 %        | 15,2 %                                    | 6,4 %                                             | 13,3 %                     | 13,3 %                   | 7,6 %                     |
| Sources : Insee,                                                      |              |                                           |                                                   |                            |                          |                           |

## Culture locale et patrimoine

### Patrimoine environnemental
Les bois au sud et au nord du village ont été recensés au titre des espaces naturels sensibles par le conseil général de l'Essonne.

### Patrimoine architectural

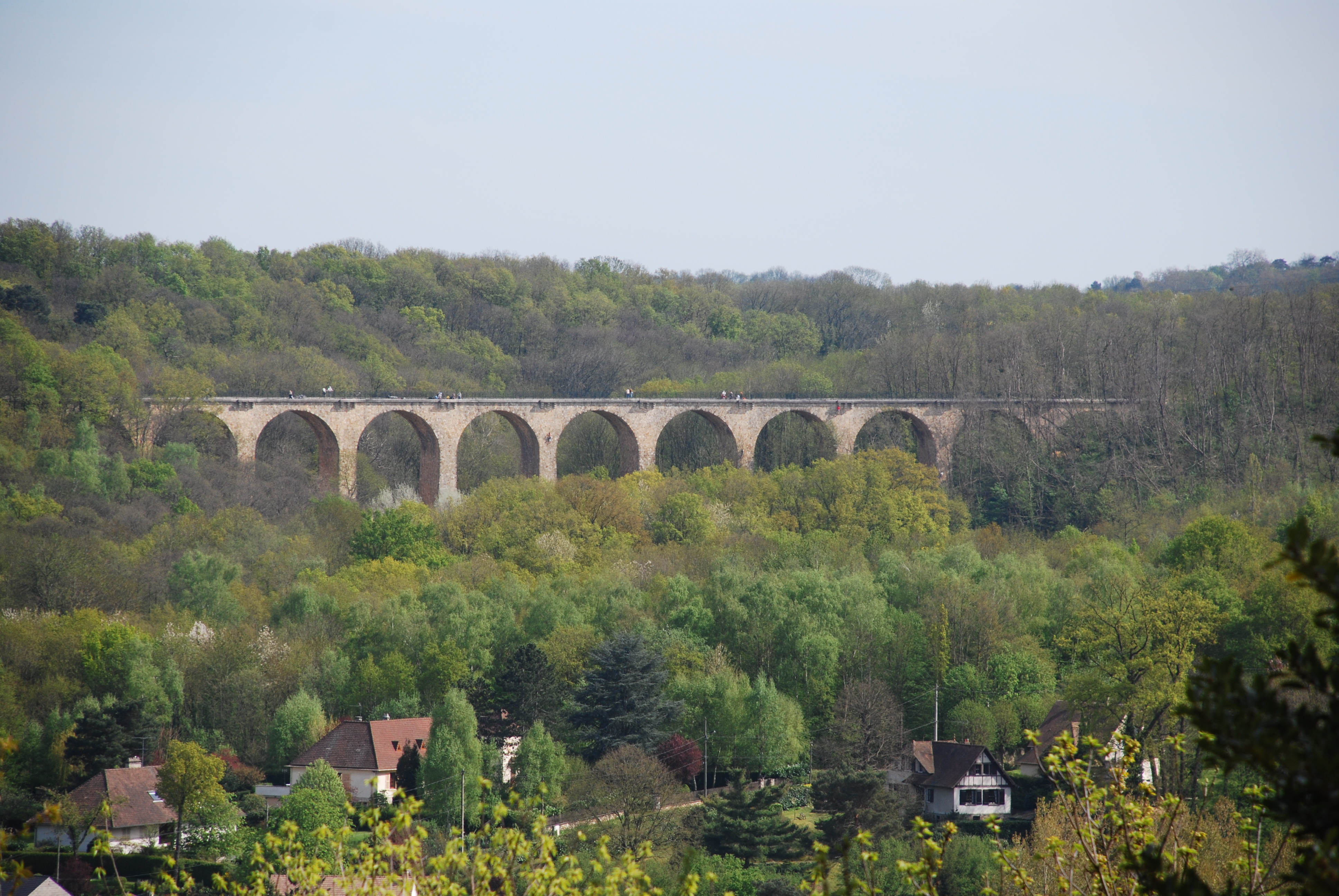
Le viaduc des Fauvettes.

- L'église Saint-Clair du XIe siècle a été inscrite aux monuments historiques le 18 mai 1983[95],[96].
- Motte castrale près de l'église.
- Le viaduc des Fauvettes, de l'ancienne ligne ferroviaire Paris-Chartres.
- Le lavoir, source du Vaularon.

### Personnalités liées à la commune
Des personnalités sont nées, mortes ou ont vécu à Gometz-le-Châtel :
- Charles Péguy (1873-1914), écrivain, y vécut entre juillet 1899 et juillet 1901, avec son épouse et leur enfant Marcel ;
- Pierre Risch (né en 1943), peintre, sculpteur et lithographe, habité et travaillé au 68, rue Saint Nicolas de 1976 à 1988. Il a initié le premier une série d'expositions artistiques à l'église Saint-Clair, fermée jusqu'alors, dans le but de sauvegarder l'édifice en attirant l'attention du public sur le mauvais état du bâtiment et l'urgence de réaliser des travaux. L'église Saint Clair fut ensuite classée monument historique et rénovée. Le film La Barricade du point du jour a été tourné devant son domicile, sa presse lithographique à bras « bête à cornes » figure dans les séquences reconstituant l'atelier d'un imprimeur pendant la Commune de Paris en 1871.

### Héraldique et logotype

Logo.

| Blason de Gometz-le-Châtel | Blason  | De gueules à la fasce d'or accompagnée d'une cloche en chef et de deux cornes de bouc en pointe, le tout d'argent. |
| Blason de Gometz-le-Châtel | Détails | La commune s'est en outre dotée d'un logotype.                                                                     |

La commune s'est en outre dotée d'un logotype.

### Gometz-le-Châtel dans les arts et la culture
- Charles Péguy cite le nom de la commune dans son poème Présentation de la Beauce à Notre-Dame de Chartres :

Nous arrivons vers vous du lointain Palaiseau,

Et des faubourgs d'Orsay par Gometz-le-Châtel,

Autrement dit Saint-Clair ; ce n'est pas un castel,

C'est un village au bord d'une route en biseau.
- Gometz-le-Châtel a servi de lieu de tournage pour le film Président de Lionel Delplanque sorti en 2006[97].